# Maléna (cantante)
Maléna (in armeno Մալենա?), pseudonimo di Arpine Martoyan (in armeno Արփինե Մարտոյան?; Erevan, 10 gennaio 2007), è una cantante armena.
Ha vinto il Junior Eurovision Song Contest 2021 rappresentando l'Armenia con il brano Qami qami.

## Biografia
Maléna è figlia dell'attrice Anna Manucharyan, con la quale ha recitato in vari episodi della serie televisiva K'are dard. Frequenta la scuola musicale Sayat-Nova nella capitale armena, dove studia violoncello.
Nel 2018 ha partecipato a Depi Mankakan Evratesil, il programma di selezione del rappresentante armeno all'annuale Junior Eurovision Song Contest, come Arpi. Si è piazzata all'8º posto nella semifinale con il suo inedito Par.
Nel 2020 la cantante ha firmato un contratto discografico con la TKN Entertainment, etichetta di proprietà del produttore Tokionine. È stata selezionata per rappresentare il suo paese al Junior Eurovision Song Contest 2020 con la canzone Why, ma la partecipazione armena è stata ritirata per lo scoppio della seconda guerra del Nagorno Karabakh.
L'anno successivo Maléna è stata riconfermata come rappresentante nazionale alla manifestazione europea, questa volta con il brano Qami qami. All'evento dal vivo a Parigi nel dicembre 2021 si è classificata terza nel voto della giuria ed è risultata la preferita dal voto del pubblico. Una volta sommati i punteggi, con 224 punti è stata incoronata vincitrice dell'edizione del contest. Si tratta della seconda vittoria armena dopo quella di Vladimir Arzumanyan nel 2010.
Maléna è stata ospite alla prima semifinale dell'Eurovision Song Contest 2022 a Torino, dove ha annunciato che Erevan avrebbe ospitato il Junior Eurovision Song Contest in seguito alla sua vittoria. Nel luglio 2022 si è esibita a Boston all'Armenian Heritage Park.

## Discografia

### Singoli
- 2018 – Par (come Arpi)
- 2020 – Why
- 2021 – My Life Is Going On
- 2021 – Qami qami
- 2021 – Chem haskanum (con Kristina Si)
- 2022 – Cheri Cheri Lady
- 2022 – Can't Feel Anything
- 2023 – Flashing Lights
- 2024 – Never Have I Ever (con Monomuse)